# De Maurissens

Wapen van de familie de Maurissens

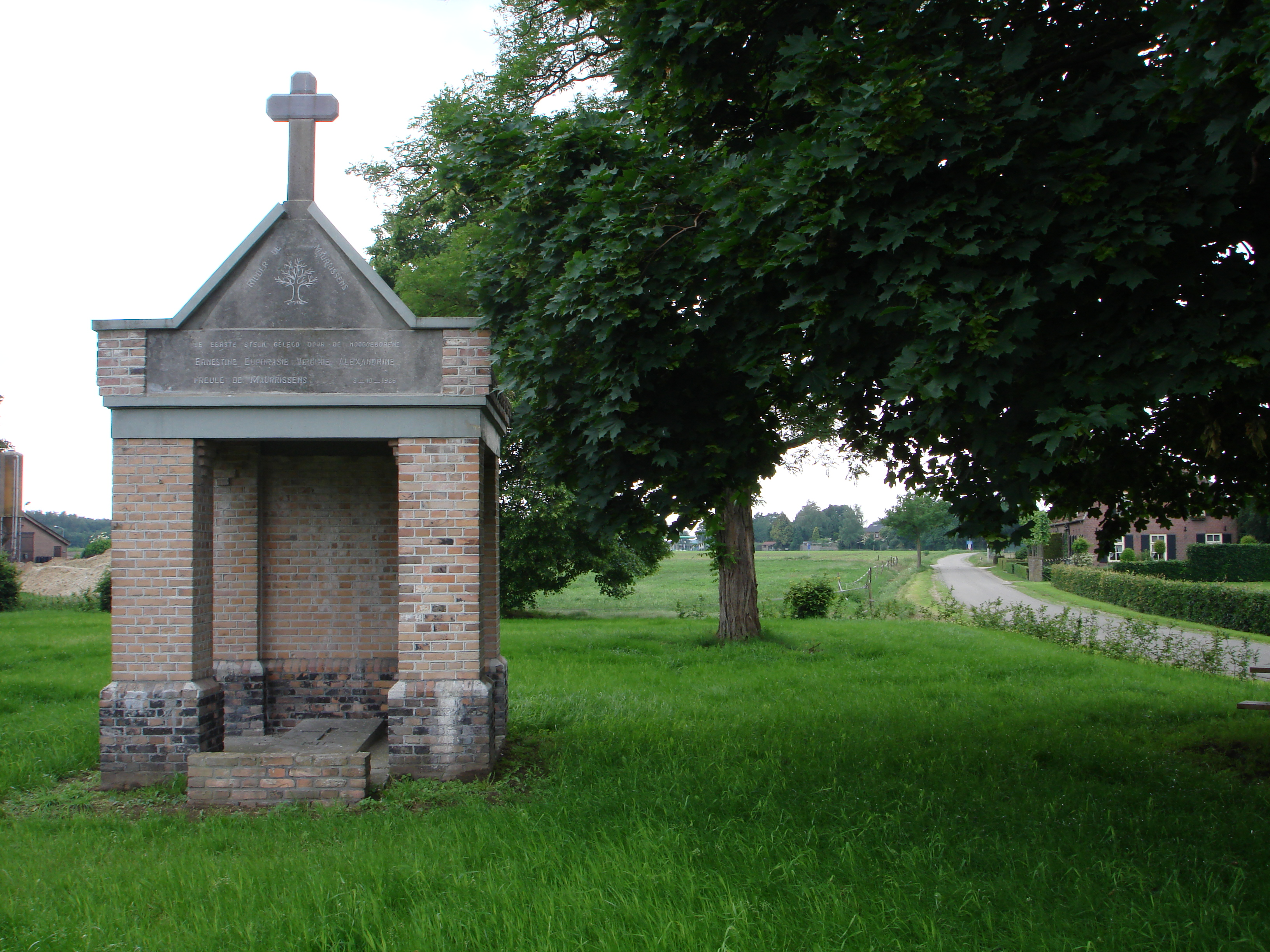
Grafkapel van Ignatius X.J. de Maurissens aan de Oude Torenweg te Vlierden

De Maurissens is een adellijk geslacht. De oudste mannelijke telg draagt sinds 1822 de titel van ridder. Het geslacht maakte deel uit van de Belgische en tot 1883 van de Nederlandse adel.

## Geschiedenis
De stamreeks begint met Michel Maurissens die in 1565 in Lokeren werd gedoopt, eerste vermelding van een telg van dit geslacht. Op 6 december 1679 werd aan diens kleinzoon Jacques François de Maurissens (1632-1712), wapenkoning-heraut van het hertogdom Gelderland, de persoonlijke titel van ridder verleend door koning Karel II.. Zoals genealoog Jan Caluwaerts onlangs heeft aangetoond, is deze afstamming echter onjuist en stamt de familie de Maurissens af van Gilles Maurissens, oorspronkelijk afkomstig uit Bilzen en in 1719 poorter van Namen. 
In 2009 waren er nog vier mannelijke telgen in leven; in de jongste generatie waren er toen geen mannelijke telgen.

## Nederlandse tak

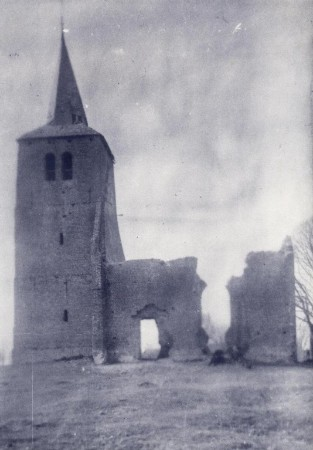
Kapel aan de Oude Torenweg in Vlierden, afgebroken in 1902

Ignatius Xaverius Josephus de Maurissens (Namen, 21 april 1759 - Vlierden, 6 mei 1852) was een officier van de cavalerie bij de (dragonders van Matha) in dienst van de Oostenrijkse Nederlanden. Op 8 november 1793 kocht hij een boerderij op de Baarschot, waar hij vermoedelijk kort daarna een landhuis liet bouwen. Hij vestigde zich in 1796 in Vlierden in zijn nieuwe huis, dat hij in Franse stijl liet stofferen en meubileren. Op 29 december 1822 werd hij door koning Willem I in de erfelijke adel van het Verenigd Koninkrijk der Nederlanden erkend, met de titel ridder, overdraagbaar bij eerstgeboorte.
De Maurissens overleed in zijn buitenhuis op de Baarschot. Hij werd op het oude kerkhof van Vlierden begraven. Zijn komst naar Vlierden had mogelijk te maken met een vriendschapsband met de toenmalige heren van Vlierden, de familie d'Aumerie. Ook wordt gezegd dat de Venlose familie van Ignatius' echtgenote, Anna M.Th.W. van Afferden (1765-1829; zus van Godefridus Adrianus Emanuel van Aefferden), het landhuis al bezeten zou hebben.
In 1883 stierf de Nederlandse tak formeel uit met de dood van Johanna Theresia de Maurissens (1801-1883). Haar twee broers, Eduardus Godfridus en Alexander, hadden weliswaar nageslacht, maar zij kozen in 1838-39 voor de Belgische nationaliteit en behoorden daarom tot de Belgische adel.
De familie bezat tot in de vroege 20e eeuw veel grond in Peelland. Het ging met name om boerderijen met behorend land, die verpacht werden. De familie De Maurissens kan dan ook als belangrijke grootgrondbezitter in deze regio worden aangemerkt. De familie woonde er toen echter al lang niet meer. De laatste erfdochter van de Vlierdense tak overleed in 1929 in Eindhoven. Met haar stierf de in Nederland wonende adellijke tak uit. Hun bescheiden landhuis op de Baarschot met bijbehorende theekoepel werd in 1965 afgebroken, nadat het in de Tweede Wereldoorlog als onderduikadres had gediend. De bijbehorende grond is nu in particuliere handen.

## Belgische tak

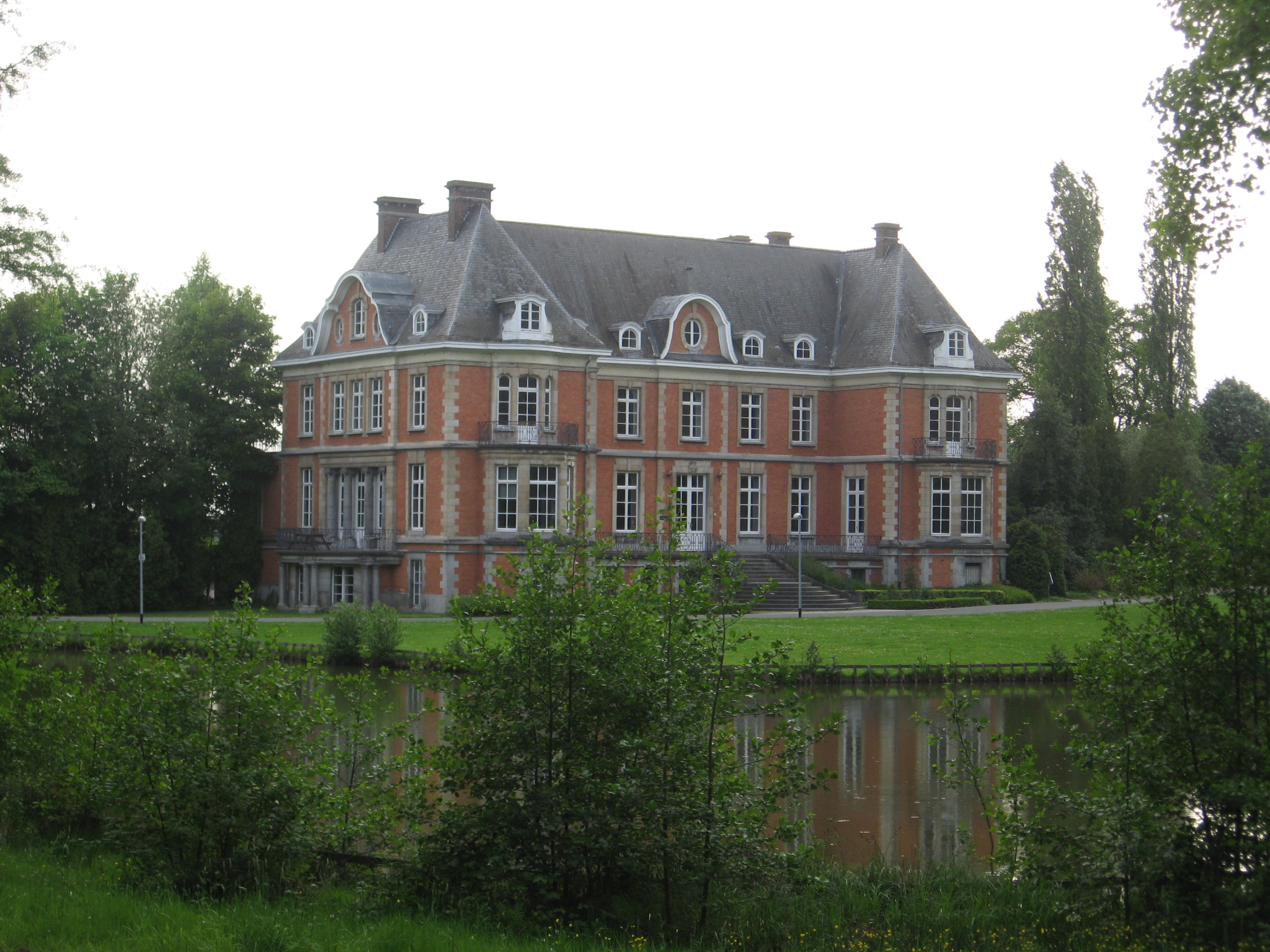
Het kasteel in Pellenberg dat eertijds aan de familie de Maurissens toebehoorde

- Ridder Charles-Lambert de Maurissens (1750-1832 of 1751-1823)[6][7], de oudste broer van Ignace-Xavier, verwierf het kasteel van Pellenberg in het begin van de 19de eeuw. Hij was hoogleraar Romeins recht aan de Rijksuniversiteit Leuven en werd later auditeur bij het Rekenhof.
  - Ridder Eduardus Godefridus de Maurissens (1793-1853), Belg geworden in 1838, ontvanger van registratie en domeinen in Tienen,[8] de tweede zoon van Ignatius X.J.[7][9], en de neef van Charles-Lambert, erfdehet domein. Hij trouwde in 1825 met Marie-Catherine Jacobs (1801-1887) en ze hadden zeven kinderen.
    - Edouard C.L.G. de Maurissens (1828-1906), hun tweede zoon, verwierf door zijn huwelijk met Marie-Luci Corneli (1844-1931) de kasteelhoeve Nieuw Ehrenstein in Kerkrade.[10] Hij verbleef er vaak en stierf er ook.
      - Edouard A.J.G. ridder de Maurissens (1876-1925), geboren op Nieuw Ehrenstein in Kerkrade, was geruime tijd en tot aan zijn dood burgemeester van Pellenberg. In 1906 liet hij een nieuw kasteel bouwen op het familiedomein van Pellenberg, in de stijl van het eclecticisme.[7] Op 16 augustus 1914, aan het begin van de Eerste Wereldoorlog, werd het platgebrand. In 1916 liet hij door de architect Chrétien Veraart (1872-1951) een nieuw kasteel ontwerpen, dat na de oorlog werd gebouwd.[7] In 1921 verkocht hij Nieuw Ehrenstein in Kerkrade. Na zijn dood bleef zijn weduwe Irma L.M.T. de Maurissens-van Eijll (1873-1948) nog op het familiedomein Pellenberg wonen tot aan haar dood in 1948. In 1949 werden het kasteel en het bijbehorende park door hun 7 kinderen verkocht aan de Katholieke Universiteit Leuven, in eerste instantie om te dienen als sanatorium.[5][11][12]
        - Ridder Jean de Maurissens (1907-1974), drukkerijdirecteur, trouwde met Marie-Thérèse du Four (1910-1994). Ze hadden zes kinderen, onder wie drie zoons die voor afstammelingen hebben gezorgd, tot heden. Hij bezocht het oude landhuis op de Baarschot in Vlierden meerdere malen gedurende zijn leven, doch verder was dit oude huis bij zijn familie nog amper bekend.[5]
          - Thierry ridder de Maurissens (1936), chef de famille
            - Jhr. Edouard de Maurissens (1966), econoom, enige zoon en vermoedelijke opvolger als chef de famille; was in 2009 gehuwd en vader van drie dochters

          - Jhr. François de Maurissens (1943), ereconsul
            - Jhr. Jean-François de Maurissens (1977), enige zoon en in 2009 ongehuwd

        - Edouard de Maurissens (1909-2002) werd burgemeester van Pellenberg en bleef vrijgezel (zie hierna).
        - François de Maurissens (1910-1985) bleef vrijgezel.
        - Albert de Maurissens (1917-1945) bleef vrijgezel (zie hierna).

  - Jonkheer Alexander Ignatius de Maurissens (1797-1873), ontvanger van het zegel in Antwerpen, Belg geworden in 1839, trouwde met de Luxemburgse Suzanne Soulier. Hij bekleedde enkele bestuurlijke posities in België.
    - Zijn dochter, jonkvrouw Ernestine Euphrasia Virginie Alexandrine de Maurissens (1839-1929), die de Luxemburgse nationaliteit aannam, was samen met haar eerder overleden zus Thérèse, die de Belgische nationaliteit aannam, de laatste van haar familie die nog in Nederland woonde. Zij liet na de afbraak van de oude parochiekerk van Vlierden (1902) in 1926 een grafkapel over het graf van haar grootvader bouwen.[4] De restauratie van deze kapel werd in 2004 voltooid, nadat het gebouw met een moderne aanbouw jaren als schuur gebruikt was. De aanbouw werd bij de restauratie afgebroken. Het pand is als rijksmonument beschermd.[13] Bij de restauratie werd onder meer het dak vernieuwd, het kruis hersteld en een van de kolommen opnieuw opgemetseld, omdat het originele exemplaar door koeien als lik- en schuursteen was gebruikt. Tevens werden de muren weggehaald die tussen de kolommen waren geplaatst om het geheel af te sluiten.

Nazaten van de familie Maurissens, meer bepaald afstammelingen van Jean de Maurissens, wonen nog altijd in de omgeving van Pellenberg in België.

## De Maurissens tijdens de Tweede Wereldoorlog
Edouard de Maurissens (1909-2002) knoopte met de familietraditie aan door na de verkiezingen van 1938 burgemeester te worden van Pellenberg. Onder de Duitse bezetting verborg hij zijn afkeer voor de Duitsers niet. Hij trad toe tot het verzet en aan het netwerk Luc-Marc bezorgde hij valse documenten, allerhande informatie en steun voor de werkweigeraars. Als burgemeester weigerde hij een vermoorde collaborateur op te baren in het gemeentehuis van Pellenberg. Onmiddellijk werd door de Gestapo op 26 januari 1944 een wraakactie ondernomen en het kasteel doorzocht. Men vond zijn uniform van reserveofficier, hetgeen voldoende was om hem te beschuldigen van gewapende weerstand. Hij werd gearresteerd en naar Breendonk gevoerd, vandaar naar Vught en uiteindelijk naar het concentratiekamp Sachsenhausen, waar hij einde april 1945 werd bevrijd.
Zijn derde broer, jhr. Albert M.J.L.G. de Maurissens (1917-1945), werd tegelijk met hem aangehouden, onder hetzelfde voorwendsel. Hij behoorde tot het informatienetwerk Carol, maar dat was niet bekend aan de Duitsers. Hij werd opgesloten in de gevangenis van Sint-Gillis en vaak ondervraagd. Vandaar werd hij naar Breendonk gevoerd en op 5 mei 1944 naar Duitsland. Hij stierf in Ellrich, onderdeel van het concentratiekamp Dora op 16 maart 1945.